# 滝沢ななえ
滝沢 ななえ（たきざわ ななえ、1987年9月22日 - ）は、日本の元女子バレーボール選手である。現在はバレーボール指導者、タレント。一般社団法人ライフスタイルスポーツ協会に在籍、所属事務所はFROM THINKプロダクション。

## 来歴
東京都三鷹市出身。母の影響を受けて小学校2年生からバレーボールを始める。
八王子実践高校時代は同級生の服部安佑香、和田麻里江とともに春高バレー等で活躍。リベロとしてプレーし、3年生では主将としてチームを率いた。
2006年、パイオニアレッドウィングスに入団。2007年、2007/08V・プレミアリーグ開幕戦でリーグ戦初出場。パイオニア時代は、吉田真未がリベロのレギュラーでプレーしていた事もあり、レシーバーとしての途中出場が多かった。
2009年6月にパイオニアを退団。7月にV・チャレンジリーグの上尾メディックスに移籍。リベロのレギュラーに定着し、チームも2009/10V・チャレンジリーグで準優勝を果たした。
しかし、2010年になると、前年に引退し社業専念となっていたリベロの関舞が現役復帰し、そのまま定位置を奪われてスタメンから遠ざかる。結局、2010/11V・チャレンジリーグでは一度もスタメン出場を果たせず、レシーバーとしての途中出場に留まった。以降もチャレンジリーグではスタメン出場を果たす機会があまりなかった。
2013年7月1日、上尾を退社することを発表。

## 人物・エピソード
- 上尾中央総合病院では、リハビリテーション技術科に所属していた[2]。
- 同時期にパイオニアに入団、上尾に移籍した同年代の南早希とは仲が良く、選手紹介の趣味に「さつきと遊ぶこと」と書いてあるくらいである[3]。二人は第36回春の高校バレー3回戦で対戦している。
- 2008年11月（当時パイオニア在籍）にすぽると!『REAL VENUS』に出演。世間的にも知名度が上がる。
- 三屋裕子は八王子実践のOGであり、滝沢の高校時代には春高コーチングキャラバンで担当コーチを務めていた[4]。
- パイオニア退団がチームから公式発表される前に、八王子実践で同級生だった服部安佑香とともに三屋の事務所に立ち寄った。その事が三屋のブログで書かれ、「滝沢ななえ（元パイオニア）」と表記されたため、チーム公式発表の前に退団が知れ渡った[5]。
- パイオニア退団が公式発表されてから1週間ほど後に、三屋のブログに「新たなスタートを切る」と書かれ、激励会をした事が書かれていた[6]。その後、正式に上尾メディックスへの移籍加入が発表された。
- 健祥会レッドハーツに所属していた滝沢ひとみは実妹である[7]。
- 美貌で知られ、現役時代は「美人すぎる女子バレー選手」とも呼ばれた[8][9]。
- 2017年11月16日に放送されたテレビバラエティ番組「衝撃のアノ人に会ってみた!」（日本テレビ系）で、東京都内の女性限定のトレーニングジムで美尻専門トレーナーとして勤務していることが紹介された。また、同番組にて、同性愛者であり年下の女性と交際していることを明かした[8][9][10]。上尾に所属していた頃に女性が好きであることに気づき、初めて女性と交際したという[8][9][10]。
- 2018年5月13日に美尻専門トレーニングジムで出会った年下の女性と婚約した。
- 2021年4月28日、TOKYO MXの「バラいろダンディ」に出演。家事をパートナーに任せていると話していた。

## 所属チーム
- 三鷹七小
- 八王子実践中
- 八王子実践高校
- パイオニアレッドウィングス（2006-2009年）
- 上尾メディックス（2009-2013年）

## 個人成績
Vプレミアリーグレギュラーラウンドにおける個人成績は下記の通り。
| シーズン | 所属       | 出場 | 出場   | アタック | アタック | アタック | アタック | ブロック | ブロック | サーブ | サーブ | サーブ | サーブ | レセプション | レセプション | 総得点 | 備考 |
| -------- | ---------- | ---- | ------ | -------- | -------- | -------- | -------- | -------- | -------- | ------ | ------ | ------ | ------ | ------------ | ------------ | ------ | ---- |
| シーズン | 所属       | 試合 | セット | 打数     | 得点     | 決定率   | 効果率   | 決定     | /set     | 打数   | エース | 得点率 | 効果率 | 受数         | 成功率       | 総得点 | 備考 |
| 2006/07  | パイオニア | 0    | 0      | 0        | 0        | 0.0%     | %        | 0        | 0.00     | 0      | 0      | 0.00%  | 0.0%   | 0            | 0.0%         | 0      |      |
| 2007/08  | パイオニア | 27   | 60     | 0        | 0        | 0.0%     | %        | 0        | 0.00     | 82     | 4      | 4.88%  | 11.7%  | 58           | 60.3%        | 4      |      |
| 2008/09  | パイオニア | 27   | 89     | 0        | 0        | 0.0%     | %        | 0        | 0.00     | 108    | 3      | 2.78%  | 8.9%   | 144          | 68.1%        | 3      |      |
| 通算     | 通算       | 54   | 149    | 0        | 0        | 0.0%     | %        | 0        | 0.00     | 190    | 7      | 3.68%  | 10.1%  | 202          | 65.8%        | 7      |      |

※上尾在籍時のデータはチャレンジリーグの為記載せず。